# Арнаутов, Владимир Иванович
Владимир Иванович Арнау́тов (род. 30 июля 1939 года в Болграде, Румыния) — советский и молдавский математик, специалист в области дискретной геометрии, топологической алгебре и математической кристаллографии. Доктор физико-математических наук (с 1973), профессор (с 1979), член-корреспондент Академии наук Молдавской ССР (с 1984), действительный член Академии наук Молдовы (с 2007 года).

## Биография и карьера
Родился в 1939 году в семье служащих в Болграде в южной Бессарабии, принадлежавшей на тот момент Румынии (ныне в составе Одесской области Украины)>, там же учился в школе.
К 1961 году закончил физико-математический факультет Кишинёвского государственного университета, после чего поступил в аспирантуру Института математики и информатики Академии наук Молдавской ССР. В 1965 году защитил диссертацию на степень кандидата физико-математических наук на тему «К теории топологических колец», после чего продолжил работать в том же институте, пройдя путь от научного сотрудника до директора института и члена предизиума Академии наук Молдовы.
С 1967 года член КПСС.
В 1972 году защитил докторскую диссертацию на тему «Топологизуемость бесконечных колец. Псевдонормируемость топологических колец». В том же году был удостоен премии ЛКСМ Молдавской ССР.
В 1979 году получил учёное звание профессора.
В 1984 году был избран членом-корреспондентом Академии наук Молдавской ССР.
В 2001 году получил премию им. академика Константина Сибирского.
В 2004 году был удостоен ордена «Трудовая слава» с формулировкой «за особые заслуги в развитии науки, значительный вклад в подготовку молодых ученых и высококвалифицированных специалистов и плодотворную учебно-методическую деятельность».
В 2007 году был избран действительным членом Академии наук Молдовы.
Также является членом Математического общества Республики Молдова и Американского математического общества.
За научную карьеру опубликовал более 130 трудов, в том числе, несколько монографий.

## Избранные труды
- Продолжение локaльно ограниченной топологии поля на его алгебраические расширения (в соавторстве с B.Н.Визитиу, ДAH CCCP, т.216, N.3, 1974, c.477-480)
- Продолжение локально-ограниченной топологии поля на его трансцендентные расширения «Алгебра и логика», т. 20, N. 5, Новосибирск, 1981, с.511-521)
- О продолжении кольцевой топологии s-ограниченного поля на его простое трансцендентное расширение (Матем. сб., т.133 (175), N 3(7), 1987, с. 275—292)
- О продолжении псевдонормы кольца на его кольцо частных (Изв. АН РМ, N.2, 1992, с. 45-51)
- Об единственности топологий при некоторых конструкциях (в соавторстве с M.И.Урсул, Изв. АН РМ., N 1(14), 1994, с.86-94)
- Об единственности топологий при некоторых конструкциях колец и модулей (в соавторстве с M.И.Урсул, Сиб. мат. жур., т. 36,.N 4, 1995, с.735-751)
- Introduction to the theory of topological rings and modules (co-authors: S.T.Glavatsky, A.V.Mikhalev), New York-Basel-Hong Kong. Marcel Dekker 197, 1996)
- О полноте топологических колец в максимальных топологиях (Матем. сб., т.137, N 2, 1996, с. 4-18)
- The theory of radical of topological rings (Mathematica Japonica v.47, N.3, 1998, p.439-544)
- Продолжение топологии коммутативного кольца на некоторые его кольца частных (Математические исследования, вып.48, «Алгебры и модули.», Кишинёв, «Штиинца», 1998, с.3-12)
- Общая топология (Арнаутов В. И., Малютина Н. Н., с. 108, Кишинёв, 2010)
- Кардинальные и трансфинитные числа (Арнаутов В. И., Ермакова Г. Н., с. 76, Кишинёв, 2010)[7]